# Dolph Ziggler
Bản mẫu:Infobox wrestler
Nicholas Theodore "Nick" Nemeth (sinh ngày 27 tháng 7 năm 1980), được biết đến bởi tên trong đấu vật là Dolph Ziggler, là một đô vật người Mỹ và diễn viên chuyên nghiệp. Anh ký hợp đồng với WWE tháng 2 năm 2006. Anh hiện đang thi đấu cho chương trình WWE Raw.

## Sự nghiệp đấu vật

### World Wrestling Entertainment/WWE

#### World Heavyweight Champion (2012–2013)
Mối thù với The Authority (2013-2014)

## Trong đấu vật
- Finishing moves
  - Blonde Ambition (Leaping reverse STO)[255] – FCW
  - Sleeper hold, sometimes with bodyscissors[256][257][258] – 2010–2012; used as a signature move thereafter
  - Superkick[259][260][261][262] with theatrics; sometimes used as a signature move
  - Zig Zag[263] (Jumping reverse bulldog)[263][264][265]
- Signature moves
  - Dropkick,[263][266] sometimes from the top rope[165]
  - Famouser (Leg drop bulldog)[164][267][268][269]
  - Headlock,[270][271] sometimes while performing a headstand[272][273]
  - Heart Stopper[274][275] (Jumping elbow drop with theatrics,[263][276][277] sometimes preceded by multiple elbow drops)[275][278]
  - Jumping DDT[118][279][280]
  - Multiple neckbreaker variations
    - Snap[277][281][282]
    - Standing[258][277]
    - Swinging[283][284]

  - Scoop powerslam,[266][276] sometimes inverted[276][285][286][287]
  - Shoulder jawbreaker[276][288][289]
  - Sitout facebuster,[290][291] sometimes from the top rope[118]
  - Stinger splash, sometimes followed by multiple punches to a cornered opponent, or a swinging neckbreaker [263][292][293]
- Managers
  - Taryn Terrell[1][294]
  - Big Rob[1][294]
  - Maria[294]
  - Vickie Guerrero[1][294]
  - Kaitlyn[294]
  - AJ Lee[294][295]
  - Big E Langston[294][296]
  - Lana[297]
- Wrestlers managed
  - Kerwin White[2]
- Nicknames
  - "The Natural"[2]
  - "The Showoff"[298]
  - "Perfection"[299][300][301]
  - "The #Heel"[302]
- Entrance themes
  - "Never Thought My Life Could Be This Good" by Jim Johnston (ngày 19 tháng 9 năm 2005 – November 2005; used while teaming withKerwin White)
  - "I Am Perfection" bơ iCage 9 va Jim Johnston (ngày 26 tháng 6 năm 2009 – ngày 18 tháng 7 năm 2011)
  - "I Am Perfection (V2)" bơ iDownstait vai Jm Johnston (ngày 25 tháng 7 năm 2011 – ngày 20 tháng 11 năm 2011)
  - "Here to Show the World" bởi Downstait va Jim Johnston (ngày 21 tháng 11 năm 2011–nay)

## Các bộ phim đã đóng và chương trình đã tham gia
| Phim | Phim                                  | Phim         | Phim                 |
| Năm  | tên                                   | Vai          | Chú thích            |
| ---- | ------------------------------------- | ------------ | -------------------- |
| 2015 | Me Him Her                            | N/A          | Film debut[272]      |
| 2016 | Countdown                             | Ray Thompson | Direct-to-video[275] |
| 2017 | The Jetsons & WWE: Robo-WrestleMania! | Himself      |                      |

| Chương trình | Chương trình                  | Chương trình        | Chương trình                                               |
| Năm          | Tên                           | Vai trò             | Chú thích                                                  |
| ------------ | ----------------------------- | ------------------- | ---------------------------------------------------------- |
| 2009         | Deal or No Deal               | Guest Banker        | Special edition of "WWE Week"[268]                         |
| 2010         | Lopez Tonight                 | Himself             | tập121[269]                                                |
| 2011         | Silent Library                | Himself             | Season 4, episode 62 "WWE Edition"[270]                    |
| 2014–2017    | Total Divas                   | Himself             | Guest (season 2–3 & 7) Recurring (season 4–6): 20 episodes |
| 2017         | @midnight with Chris Hardwick | Himself             | Phần 4, 22//62017[276]                                     |
| 2017         | Adam Ruins Everything         | The Great Placeboni | Phần 4, tập 13 "Adam Ruins Spa Day"[277]                   |

| Web Series | Web Series                | Web Series | Web Series                               |
| Năm        | Tên                       | Vai diễn   | Notes                                    |
| ---------- | ------------------------- | ---------- | ---------------------------------------- |
| 2011–2013  | Z! True Long Island Story | Himself    | 'Ask the Heel' segments[278][279]        |
| 2012–2014  | WWE Download              | Host       | [271]                                    |
| 2013–2015  | The JBL and Cole Show     | Himself    | Guest (Season 1), recurring (Season 2–5) |

| WWE Network Originals | WWE Network Originals       | WWE Network Originals | WWE Network Originals                          |
| Năm                   | Tên                         | Vai diễn              | Notes                                          |
| --------------------- | --------------------------- | --------------------- | ---------------------------------------------- |
| 2015                  | Unfiltered with Renee Young | Himself               | Interview show with Renee Young                |
| 2015                  | Table for 3                 | Himself               | Three WWE Superstars share stories over dinner |
| 2015–nay              | Swerved                     | Himself               | Hidden camera prank show                       |
| 2016                  | WWE Ride Along              | Himself               | "Shipping Down From Boston"                    |

Vợ là diễn viên Porn Ava Addams

## Các chức vô địch và danh hiệu
- Florida Championship Wrestling
  - FCW Florida Tag Team Championship (2 lần) – với Brad Allen (1) Gavin Spears (1)
- Pro Wrestling Illustrated
  - PWI ranked him 9 of the top 500 singles wrestlers in the PWI 500 in 2013
- Rolling Stone
  - Worst Storyline (2015)[309] with Lana vs. Rusev/Summer Rae
  - WWE Wrestler of the Year (2014)[184]
- World Wrestling Entertainment/WWE
  - World Heavyweight Championship (2 lần)[310][311]
  - World Tag Team Championship (1 lần)1 – với The Spirit Squad[19]
  - WWE Intercontinental Championship (6 lần, hiện tại)70[312][313][314]]]
  - WWE United States Championship (2 lần)[91]
  - Money in the Bank (2012 – World Heavyweight Championship contract)[123]
  - Slammy Awards (2 lần)
    - Best Twitter Handle or Social Champion (2014) – @HEELZiggler[315]
    - Match of the Year (2014) – Team Cena vs. Team Authority at Survivor Series[315]

  - 22nd Triple Crown Champion
- Wrestling Observer Newsletter
  - Most Improved (2011)[316]
  - Most Underrated (2011)[316]

1 Ziggler, as Nicky, defended the championship with either Kenny, Johnny, Mitch or Mikey under the Freebird Rule.